# إيما ميتشيل
إيما ميتشيل (بالإنجليزية: Emma Mitchell) (و. 1992  م) هي لاعبة كرة قدم، من المملكة المتحدة، ولدت في كيركالدي، تلعب كمُدَافِعَة.

## روابط خارجية
- إيما ميتشيل على موقع الاتحاد الأوربي (الإنجليزية)
- إيما ميتشيل على موقع الاتحاد الإسكتلندي (الإنجليزية)
- إيما ميتشيل على موقع قاعدة بيانات كرة القدم.إي يو (الإنجليزية)
- إيما ميتشيل على موقع Soccerway.com (الإنجليزية)